# Wilhelm Rein
Wilhelm Rein   (Eisenach, 10 d'agost de 1847 - Jena, 19 de febrer de 1929) va ésser un pedagog alemany, deixeble de Tuiskon Ziller, i un dels grans representants de la pedagogia neoherbatiana.

## Biografia
Cursà l'educació de secundària a Eisenach. Ingressà a la Universitat de Jena el 1866 on seguí estudis de teologia i de pedagogia. En aquest darrer camp tingué per mestre a Karl Volkmar Stoy que havia estat deixeble de Johann Friedrich Herbart. El 1869 es graduava en teologia. Però s'inclinà per dedicar-se a la pedagogia. Per ampliar la seva formació, s'adreçà al Universitätsseminar des Herbartianers, que a Leipzig dirigia Tuiskon Ziller, del qual esdevindria professor.
El 1871 va anar a la Realschule de Barmen-Wupperfeld, on es va interessar pels plantejaments educatius de Friedrich Wilhelm Dörpfeld. Després del seu doctorat, de 1872 a 1876 fou professor al seminari de Weimar. Passà a ser director de seminari a Eisenach durant deu anys. El 1886 va succeir a Stoy com a professor de pedagogia a la Universitat de Jena. El 1912 m'era el catedràtic. Reorganitzà els estudis de pedagogia universitaris. Entre els seus deixebles hi trobem a Hermann Lietz. De 1907 a 1923 va ser president de l'"Associació per a la Pedagogia Científica". Va viatjar exposant les seves idees educatives principalment a Escandinàvia, Anglaterra i Hongria.

## Rein i la pedagogia neoherbatiana
Wilhelm Rein fou el darrer dels grans pedagogs neoherbatians conjuntament amb Tuiskon Ziller (1917-1882) i Karl Stoy (1815-1885). Les idees dels quals ompliren l'educació europea de la segona meitat del segle xix i inicis del XX marcades pel caràcter intel·lectualista i individualista de la pedagogia de Herbart.
Seguint aquestes orientacions, Rein contribuí a l'organització de l'escola primària alemanya. La qual havia de tenir una especial cura en despertar l'interès de l'alumnat. Aplegà les seves indicacions en els vuit volums de la seva monumental obra Theorie und Praxis der Volksschul-Unterricht nach herbartischen Grundsätzen (Teoria i pràctica de l'ensenyament primari segons principis herbatians) publicada entre 1878 i 1885. On vol oferir al professor pràctic eines comprensibles per al disseny de la lliçó, unint empirisme i especulació.
Tant en aquesta obra com a Resum de pedagogia, intenta contrarestar els avenços científics i el plantejament experimentalista de la pedagogia que competien amb la pedagogia neoherbatiana. Rein remarcava que el fi de la instrucció coincidia directament amb l'objectiu de la formació del caràcter.
Però en iniciar-se el segle XX la pedagogia dels neoherbartians contradiu cada cop més les noves visions i lectures del que és el nen i la infància. Es va anar equiparant amb l'educació tradicional i va nodrir teòricament aquells que s'oposaven a l'Escola Nova i a l'activisme pedagògic.

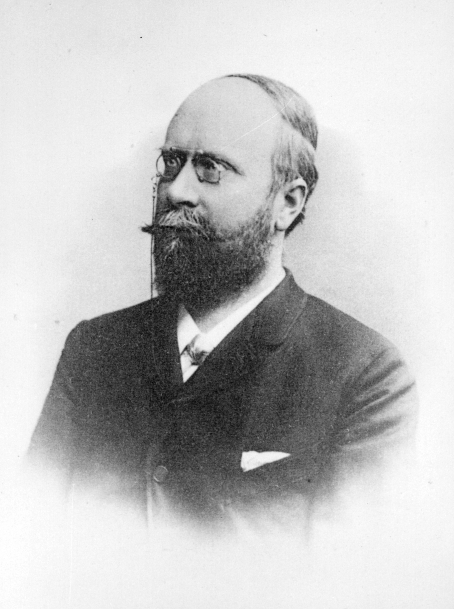
Fotografia de Wilhelm Rein vers 1890

## Obres
- Theorie und Praxis des Volksschulunterrichts nach herbartischen Grundsätzen. 8 vols. Dresden/Leipzig, 1878 - 1885
- Pädagogik im Grundriss. Leipzig, 1890.
- Bildende Kunst und Schule: Eine Studie zur Innenseite der Schulreform. Dresden, 1902.
- Grundriss der Ethik. Osterwieck 1902.
- Pädagogik in systematischer Darstellung.. Langensalza 1902
- Grundlagen der Pädagogik und Didaktik. Leipzig 1909.
- Encyklopädisches Handbuch der Pädagogik. Langensalza, 1895